# Eurytoma sivinskii
Eurytoma sivinskii is een vliesvleugelig insect uit de familie Eurytomidae. De wetenschappelijke naam is voor het eerst geldig gepubliceerd in 2004 door Gates & Grissell.